# Silver Creek (New York)
Silver Creek is een plaats (village) in de Amerikaanse staat New York, en valt bestuurlijk gezien onder Chautauqua County. De plaats ligt in de Town of Hanover.

## Demografie
Bij de volkstelling in 2000 werd het aantal inwoners vastgesteld op 2896.
In 2006 is het aantal inwoners door het United States Census Bureau geschat op 2848, een daling van 48 (-1,7%).

## Geografie
Volgens het United States Census Bureau beslaat de plaats een oppervlakte van
3,0 km², geheel bestaande uit land. Silver Creek ligt op ongeveer 177 m boven zeeniveau.

## Plaatsen in de nabije omgeving
De onderstaande figuur toont nabijgelegen plaatsen in een straal van 16 km rond Silver Creek.